# سمندل المحيط الهادي العملاق
سمادل المحيط الهادي العملاقة (الاسم العلمي: Dicamptodon)، هي أربع أنواع من ذوات الذيل في جنس Dicamptodon. كبيرة القد تستوطن شمال غرب المحيط الهادي في أمريكا الشمالية. تُصنف ضمن فصيلة سمادل خلدية، وتصنفهم بعض المراجع في فصيلة أُحادية الجنس Dicamptodontidae الخاصة بهم.